# Jesse Anderson
Jesse Anderson (3. maj 1957 – 28. november 1994) var en amerikansk morder, som blev tæsket ihjel i fængslet. Det var også under selv samme hændelse, at seriemorderen Jeffrey Dahmer blev overfaldet og dræbt. Anderson døde to dage efter Dahmer, da lægerne ved universitetshospitalet i Madison, Wisconsin, opgav at redde ham.
Anderson afsonede en livsvarig straf for at have dræbt sin kone, Barbara E. Anderson, som han dolkede 23 gange i august 1992. Anderson havde beskyldt to sorte mænd for at angribe ham og konen, da de forlod en restaurant i Milwaukee.
Anderson viste politiet i Los Angeles en basketballkasket, som han hævdede, at han havde fra en af en af sine overfaldsmænd. Senere fandt man dog ud af, at Anderson havde købt kasketten af en teenager et par dage tidligere. Derefter tilstod Anderson sin forbrydelse. 